# Mtwara
Mtwara è la capitale della Regione di Mtwara nel Sud-Est della Tanzania. Gli abitanti erano circa 80.000 nel 2010 .
La città venne fondata nel 1947 dagli inglesi, che avevano grandi coltivazioni nel Tanganica orientale e necessitavano di un porto sulla costa per l'esportazione dei prodotti.
La regione di Mtwara è una delle meno sviluppate del paese. È in via di completamento un'importante arteria stradale che dovrebbe congiungere Mtwara a Dar es Salaam attraverso Kibiti e Lindi.